# Manuel Maria Mayol i Ferrer

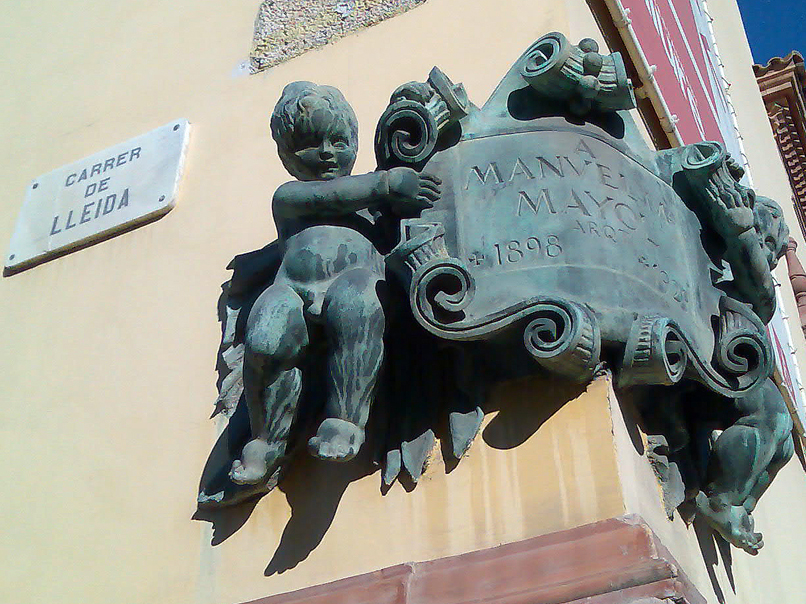
Placa d'homenatge a l'arquitecte Manuel M. Mayol

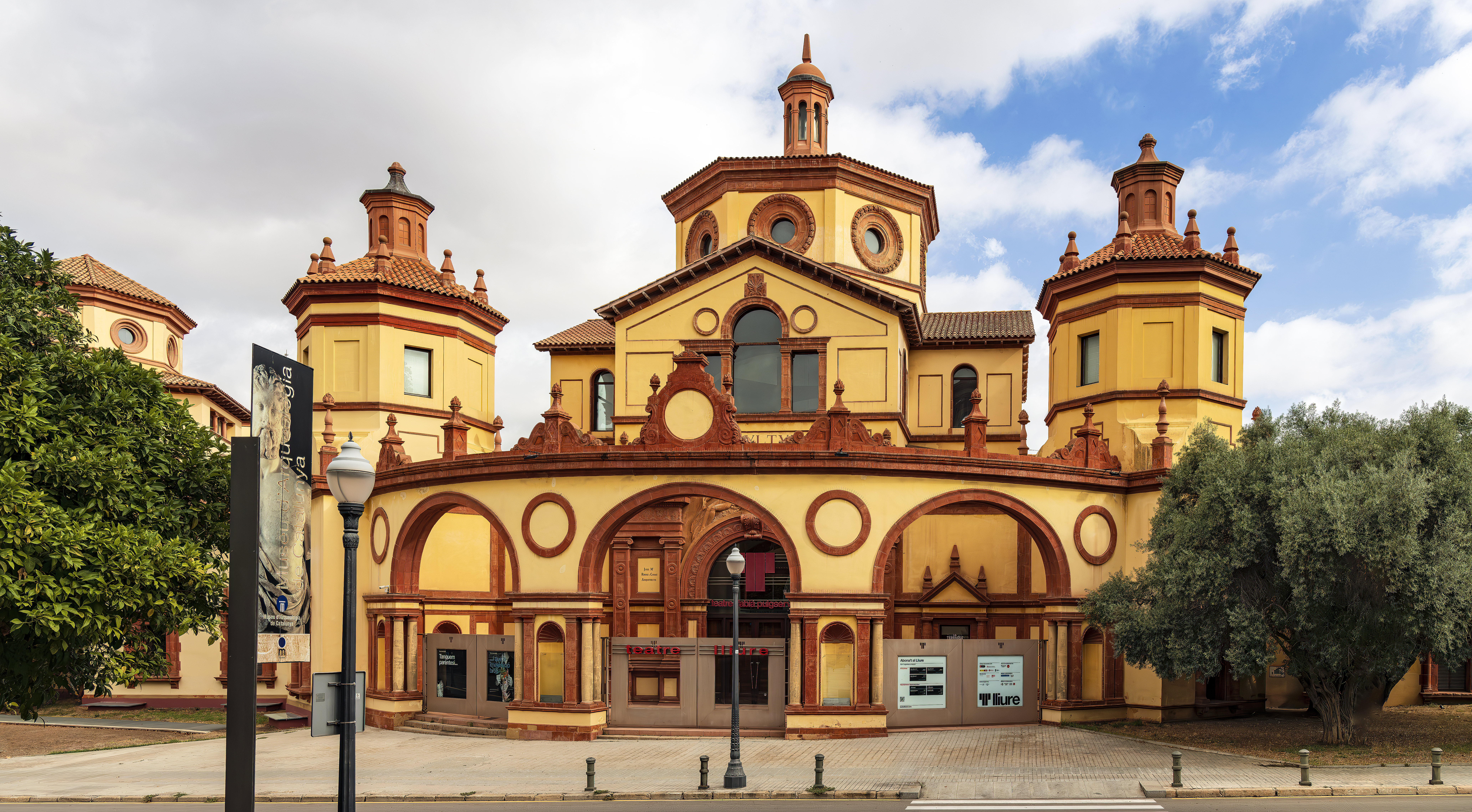
Palau de l'Agricultura.

Manuel Maria Mayol i Ferrer (Barcelona, 1898 - ídem, 1929) fou un arquitecte català. Autor del Palau de l'Agricultura (actual Ciutat del Teatre) i del Pavelló de la Caixa de Pensions per a la Vellesa i d'Estalvis (actual Institut Cartogràfic de Catalunya) per a l'Exposició Internacional de Barcelona de 1929, en col·laboració amb Josep Maria Ribas i Casas, d'estètica noucentista.